# Online Billie
Pour plus de détails, voir Fiche technique et Distribution.
Online Billie est un film français réalisé par Lou Assous et sorti en 2019.

## Synopsis
Jules est un comédien en devenir, un grand romantique perdu à l’heure de Tinder. Il rencontre Esther, serveuse, qui travaille dans un bar. Les deux sympathisent et passent la nuit ensemble. Sur un coup tête, ils décident de partir en week-end dans la maison de campagne de Jules. Arrivés sur le lieu, ils passent de bons moments jusqu'au jour où Jules découvre qu'Esther est une camgirl...

## Fiche technique
- Titre : Online Billie[2]
- Réalisation et scénario : Lou Assous
- Coscénariste : Xavier Bazoge
- Photographe : Daniele Napolitano
- Montage : Jennifer Augé
- Mix : Juste Bruyat
- Décors : Anne-Clémentine Fleury
- Costume : Carole Pochard
- Coordinateur de production : Claire Dietrich
- Assistant manager : Simon Jamain
- Script : Aurélie Platroz et Elma Timoteo
- Production : Kafard Films
- Pays d'origine :  France
- Langue originale : français
- Genre : Drame et romance
- Date de sortie : octobre 2019 (Buffalo International Film Festival, New Jersey International Film Festival, Firenze Film Festival)

## Distribution
- Valentine Payen : Esther / Billie
- Fanny Cottençon : Suzanne
- Arié Elmaleh : Stefun
- Pierre-Ange Le Pogam : Le père d'Esther
- Brigitte Sy : Brigitte
- Marco Horanieh : L'homme mystérieux
- Baptiste Lorber : Jules
- Marie Kauffmann : Eva
- Lou Assous : Cocobango
- Adrien Guiraud : Vincent
- Judith Zins : Léa
- Vincent Steinebach : Paul

## Production
Le réalisateur Lou Assous a eu l'idée du film grâce à un article dans un magazine. Il a entendu parler d'une histoire de camgirl et obtient un entretien avec une camgirl. Elle explique à Lou Assous qu'elle a été en contact avec un homme d'une trentaine d'années, père de famille depuis deux ans, que cet homme a quitté sa femme pour la rejoindre puis elle lui explique qu’elle n’ira jamais plus loin, et ne mélange pas vie privée et travail.
Le film est produit par la société Kafard Films. Il est  réalisé par Lou Assous, et écrit en collaboration avec Xavier Bazoge.
Le tournage a commencé en juin 2017 et s'est terminé en octobre 2017.

## Bande originale
La musique principale du film est Lady in Satin de Billie Holiday.